# Ōmi Komaki
Ōmi Komaki (小牧 近江 Komaki Ōmi?,  11 de mayo de 1894 – 29 de octubre de 1978) fue el seudónimo de un intelectual y traductor de literatura francesa del Japón de los periodos Taishō y Shōwa. Su nombre real era Komaki Ōmiya (近江谷 駧 Ōmiya Komaki?).

## Primeros años
Komaki nació en lo que hoy es parte de la ciudad de Akita, en la prefectura homónima. Era hijo de un político y comerciante. Dejó la secundaria para acompañar a su padre a una conferencia internacional de legisladores en Francia, donde accedió al departamento de Derecho de la Universidad de París. Tuvieron una gran influencia en él la filosofía de Romain Rolland y el movimiento Clarté («Claridad») del novelista francés Henri Barbusse, que le impulsaron a participar en actividades pacifistas.

## Carrera literaria
Komaki regresó a Japón en 1919, y en febrero de 1921 fundó la revista literaria Tane maku hito («El sembrador»), así nombrada en referencia al conocido cuadro del pintor francés Jean-François Millet. Se valió de la revista como plataforma para difundir sus ideales pacifistas y marxistas a través de poemas y ensayos de los que muchos eran de su pluma. Fue uno de los primeros miembros japoneses de la Internacional Comunista y un pionero del movimiento de la literatura proletaria. El movimiento llamó la atención de Arishima Takeo y de otros conocidos escritores de izquierdas. En 1924, surgió otra revista literaria, Bungei sensen («Frente literario»), a partir del grupo original Tane maku hito.
Además de preparar la revolución comunista y evitar a la policía del pensamiento, trabajó traduciendo al japonés obras de la literatura francesa. Sus obras más notables fueron las traducciones de Dans la petite ville de Charles-Louis Philippe y de la biografía Charles-Louis Philippe escrita por André Gide.
Tras la Segunda Guerra Mundial, Komaki trabajó como profesor en la Universidad Hōsei, y prosiguió sus ideales pacifistas y marxistas.
Entre sus obras se encuentran Ikoku no sensō («Las guerras de otros países») y Furansu Kakumei yobanashi («Conversaciones vespertinas sobre la Revolución francesa»).
Komaki dejó Tokio para instalarse en Kamakura (Kanagawa) en 1925. Posteriormente, pasó algunos años en la Indochina francesa, pero volvió tras la Segunda Guerra Mundial a Kamakura, donde permaneció hasta su muerte en 1978 a la edad de 84 años.